# Thiên hoàng Genshō
Thiên hoàng Nguyên Chính (元正天皇 (Nguyên Chính thiên hoàng) Genshō-Tennō, 680 - 22 tháng 5 năm 748) là thiên hoàng thứ 44 của Nhật Bản theo thứ tự kế thừa truyền thống. Bà là người đương vị nữ hoàng trong lịch sử của Nhật Bản đã thừa hưởng danh hiệu của mình từ một Nữ Thiên hoàng đương nhiệm chứ không phải là từ một người tiền nhiệm là nam giới.
Triều đại Genshō kéo dài những năm 715 đến 724.
Trong lịch sử của Nhật Bản, Genshō là người thứ năm trong số tám phụ nữ đảm nhận vai trò của Thiên hoàng. Bốn vị nữ thiên hoàng trị vì trước Genshō là: (a) Thiên hoàng Suiko, (b) Thiên hoàng Kōgyoku, (c) Thiên hoàng Jitō và (d) Thiên hoàng Gemmei. Ba vị nữ thiên hoàng trị vì sau khi Genshō là (e)Thiên hoàng  Kōken, (f) Thiên hoàng Meishō, và (g) Thiên hoàng Go-Sakuramachi.

## Tường thuật truyền thống
Bà có tên thật là Hidaka -hime, chị gái của Thiên hoàng Monmu. Cha và mẹ của bà đều làm vua Nhật Bản từ năm 686 đến năm 715 (Hoàng tử Kusakabe (Thiên hoàng trên danh nghĩa), Thiên hoàng Gemmei). Năm 714, Thiên hoàng Gemmei bổ nhiệm cháu trai là Obito làm thái tử, giao cho người chị là Hidaka làm nhiếp chính.

## Trị vì
Tháng 10/715, Thiên hoàng Gemmei thoái vị và công chúa Hidaka lên ngôi Thiên hoàng thứ 44 của Nhật Bản, lấy hiệu là Genshō (ngày 3/10/715, nhằm ngày 2 tháng 9 năm Reiki nguyên niên). Bà dùng lại niên hiệu của mẹ là Reiki, đánh dấu là năm Reiki nguyên niên.
Năm 717 (niên hiệu Yōrō nguyên niên của Thiên hoàng), Genshō lệnh cho người cháu là Fujiwara no Fuhito dựa vào nguyên bản luật Taihō (701) biên soạn bộ luật mới, lấy tên là Luật Yōrō. Về cơ bản, bộ luật này có 10 tập (hay 10 chương mục) và nội dung không khác gì bộ luật năm 701. Theo các nhà nghiên cứu luật pháp, bộ luật này bị manh mún về nội dung, một số phần về quy chế cửa hàng khi buôn bán (倉庫 Soko-Ryo), quy chế về dịch vụ y tế (医疾 ishitsu-Ryo) lại không được nêu trong bộ luật này. Trong luật Yoro chỉ có luật dân sự (được soạn năm 955, in thành 10 tập) là hoàn chỉnh, riêng phần luật hình sự thì không có - mãi đến đầu thế kỷ XIX mới được nhà luật học Ishihara Masaaki (石原正明) (1760-1821) khôi phục lại được, in thành 8 tập.
Tháng 5/720 (niên hiệu Yōrō thứ ba của Thiên hoàng), bộ sách sử Nihonshoki (Nhật Bản thư kỷ) do Hoàng tử Toneri (chú ruột của Thiên hoàng Genshō), có trợ giúp của Ō no Yasumaro đã hoàn thành và được nhà vua cho ban hành trong cả nước. Nihon Shoki có 30 chương, mở đầu với một loạt thần thoại, nhưng tiếp tục ghi chép cho tới các sự kiện thuộc thế kỷ VIII. Bộ sách này được cho là đã ghi lại chính xác về các triều đại của Thiên hoàng Tenji, Thiên hoàng Tenmu và nữ Thiên hoàng Jitō. Nihon Shoki tập trung ghi lại công đức của các đấng minh quân cũng như lỗi lầm của hôn quân. Bộ sách kể lại các phần về thời huyền sử cũng như quan hệ ngoại giao với các nước khác.
Tháng 3/724, Thiên hoàng Genshō thoái vị và nhường ngôi cho cháu trai - tức Thiên hoàng Shōmu. Bà sống quãng đời cuối cùng trong hoàng cung kinh đô Nara. Gensho không bao giờ kết hôn và không có con. Bà qua đời ngày 22/5/748 ở tuổi 65.

### Kugyō (公卿?)
- Daijō-daijin (Chi-daijō-kanji知太政官事), Toneri -shinnō (Prince Toneri) (舎人親王). (9th son of Emperor Temmu) [13] 720–735
- Sadaijin, Isonokami no Maro (石上麻呂). [13] 708–717
- Udaijin, Fujiwara no Fuhito (藤原不比等). [13] 708–720
- Udaijin, Prince Nagaya (長屋王). 721–724
- Dainagon, Abe no Sukunamaro (阿倍宿奈麻呂). 718–720
- Dainagon, Prince Nagaya (長屋王). 718–721
- Dainagon, Tajihi no Ikemori (多治比池守). 721–730

### Nengō[8]
- Reiki (715–717)
- Yōrō (717–724)
- Jinki (724–729)